# Xoán Xesús González
Xoán Xesús González Fernández, (Sebil, parròquia de Cequeril (Cuntis), 9 de novembre de 1895. Santiago de Compostel·la, 12 de setembre de 1936) fou un mestre, periodista, advocat, escriptor i polític gallec.

## Trajectòria
Al seu llogarret natal hi va treballar com a peó en una pedrera. Es traslladà a Compostel·la, on va estudiar magisteri i treballà com a redactor a El Compostelano i formà part de la companyia de teatre de la Universitat. En 1925 l'Associació de Premsa de Compostel·la el va elegir secretari i l'any següent comptable. Xoán Xesús exercí durant un temps com a mestre però demanà una excedència per a poder estudiar dret. Participà en el moviment estudantil, arribant a ser vicepresident de l'Associació Professional d'Estudiants de Dret, i entrà en contacte amb altres estudiants galleguistes com Luís Seoane o Ánxel Fole. Agrarista convençut, participà en mítings agraristes i anticaciquils i publicà el fulletó En pé campesiños. Nacionalista i socialista, col·laborà en el setmanari A Nosa Terra i fundà el diari El País Gallego (1927-1931).
Fou dirigent de l'Agrupación Nacionalista Independente de Compostela, però deixà aquesta agrupació en el moment en què aquesta es va integrar en el Partit Galleguista, ja que Xoán Xesús era també secretari de l'agrupació socialista local de Santiago i redactor cap del seu òrgan Trabajo, alhora que regentava el seu propi bufet d'advocats, amb Arturo Cuadrado mantenia una llibreriía i editorial Niké i participava en l'Associació de Defensors de Santiago. Descontent amb el seu partit davant el feble impuls autonòmic del partit en maig de 1931, fundà el Seminario de Estudos Socialistas que en agost es convertí en el partit polític Unión Socialista Galega, en el que es conjugava socialisme i galleguisme, i fou director del seu òrgan oficiós Amañecer. Després del fracàs a les eleccions generals espanyoles de 1933 va dissoldre el partit i es va integrar a Izquierda Republicana. En gener de 1934 fundà una organització denominada Agrupación al Servicio de la Autonomía. L'abril entrava en la directiva d'Izquierda Republicana i, després d'una sèrie de desacords que acabaren amb la seva expulsió, fundà amb alguns amics la Vanguardia de Izquierda Republicana.
En 1936 participà en la fundació de l'Asociación de Escritores de Galicia.
En esclatar la Guerra Civil, es va posar al capdavant d'un grup de cinquanta obrers de Teo conegut com a O Terzo de Calo que es dirigiren cap a Compostel·la per defensar la legalitat republicana. Arribaren a la ciutat el 20 de juliol de nit, però després de l'ocupació de la ciutat pels militars, l'endemà Xoán Xesús fou empresonat i va romandre a la presó fins que els revoltats l'afusellaren el 12 de setembre de 1936, a la tàpia del cementiri de Boisaca, a Santiago de Compostela.

## Obra en gallec

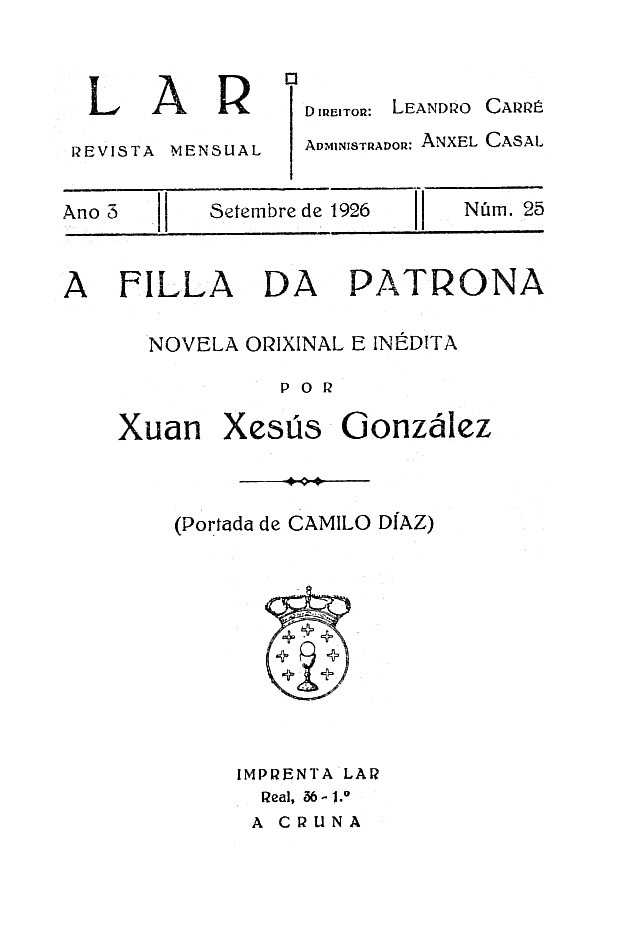
A filla da patrona, 1926, Lar.

### Poesia
- Agarimos. Versos da y-alma, 1921.

### Narrativa
- Ana María, 1925, Lar.
- A filla da patrona, 1926, Lar.
- A modelo de Paco Asorey, 1934, Nós.
- Teresiña Novás, inédita.

### Assaig
- En pé campesiños.

### Teatre
- Felisa, 2007.
- Carmiña.

## Obra en castellà

### Assaig
- Hacia una morfología de la vida gallega, 1925.
- Regionalismo, nacionalismo, separatismo, 1933, Nós.

### Teatre
- Los estudiantes, opereta inèdita.